# Церкви Лівобережної України
Лівобережна Україна поділяється на три основні частини. На північну лісову частину — Чернігівщину, яка не зазнала особливих спустошень та переселень населення, як це було на інших українських землях. Архітектурні форми мали в цій частині Лівобережжя поступовий закономірний розвиток. Середня лісостепова частина Лівобережжя, заселена в основному в 17 ст. вихідцями з-за Дніпра. Тому для цієї частини характерно різноманітність церковних форм. І південна степова частина — Запоріжжя.
На Придніпров'ї та Слобожанщині тризрубні церкви часто мають восьмигранні зруби, які закінчуються кількаярусним чергуванням восьмериків та зрізаного шатрового верху. На Лівобережжі були поширені також п'ятизрубні церкви з одним верхом, але основною їхньою відміною від п'ятизрубних церков на Правобережжі була монументальність (значна перевага висоти над довжиною). Характерною особливістю лівобережних церков є відсутність на стінах малярства, натомість вся увага була звернута на іконостас. Аскетизм церковних стін підкреслював гармонію архітектури та її взаємозв'язок з матеріалом та навколишнім середовищем.

## Баштовий тип
Цей тип церков Лівобережжя пов'язаний з архітектурою оборонних дерев'яних замків. Він повторює архітектуру чотирикутних або восьмикутних оборонних башт та їхнього накриття. Цей тип церков був збережений до 18 ст. В пізніші часи в будову церкви цього типу був введений восьмерик, який мав незначні розміри порівняно з розмірами церкви. Разом з розвитком верхів церков цього типу, зменшуються монументальні розміри самої церкви.
Георгіївська церква в с. Іваниці, тепер Ічнянського району (1654 р) — найдавніша на Лівобережжі досліджена споруда дерев'яної монументальної архітектури Лівобережжя. Вони була тризрубною, одноверхою, сосновою на дубових підвалинах. План її складався з чотиригранного бабинця, восьмигранного центру та шестигранного в плані вівтаря. Центральна дільниця в плані майже вчетверо була більша за бабинець, а зруб стін центру був майже втроє вищий за зруб бабинця та вівтаря. Покриттям такої церкви був восьмигранний низький дах з заломом. Зверху розміщувався невеликий декоративний глухий ліхтарик. Такого ж типу були Воскресенська (1694) та Покровська (1779) церкви в Любечі, церква Катерини в Хоружівці та церква в Жукотках.
Інший тип церков баштового типу Лівобережжя походив ймовірно від чотиригранних надбрамних замкових башт. Складався він з трьох чотирикутних зрубів, серед яких вівтар та бабинець були нижчі та перекриті стрімким двосхилим дахом. Центральний значно більший зруб баштового типу був перекритий не восьмериком, а четвериком, цей четверик в свою чергу був перекритий меншим стрімким чотиригранним верхом. Характерною особливістю церков цього типу був нахил стін усіх зрубів всередину та чотиригранність усіх елементів. До цього типу належала церква в Морівську. Ця церква була тризрубною та одноверхою.

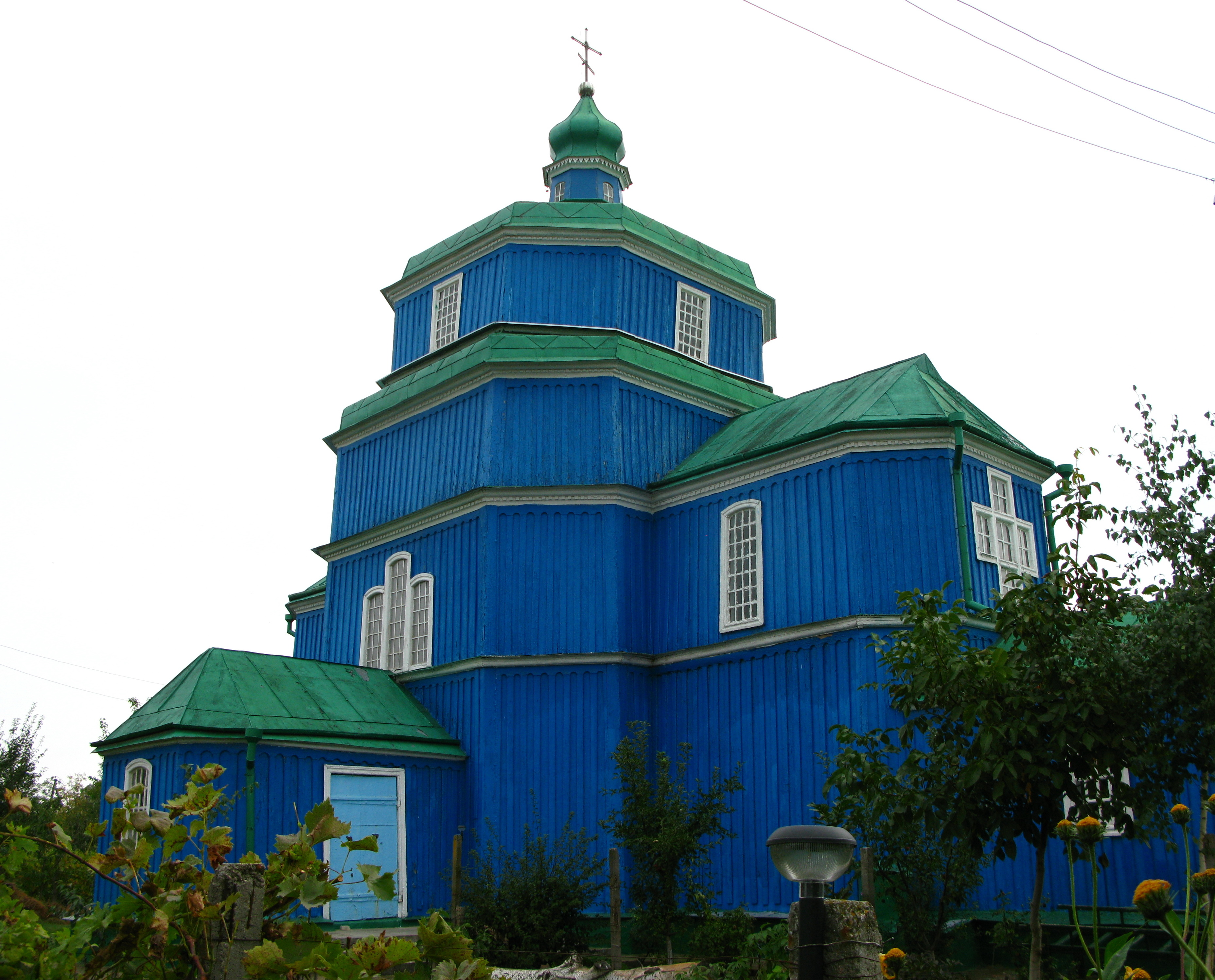
Введенська церква (Берислав)

## Тризрубні церкви
На Лівобережжі був малопоширений тип тризрубних церков, план яких складався з центрального чотирикутника, та квадратних бабинця і вівтаря зі зрізаними зовнішніми кутами. Найдавнішою дослідженою пам'яткою такого типу була церква 1690 р. з с. Шебелинки (Харк. обл.) перенесена в 1782 в Гусарівку. Центральний зруб цієї церкви був у формі квадрату з двома шестигранними рукавами. Бабинець мав спереду ґанок. Усі рукава церкви були перекриті стрімкими двоспадовими дахами. Подібний план мали церкви в Гаврилівці, Бишкині, Олешні на Слобожанщині, Первозванівці на Запоріжжі; Юрія в Бобровиці, Трійці в Любечі, Покрови в Янівці на Чернігівщині. Ці всі церкви були тризрубними, з квадратною центральною частиною, та шестигранним вівтарем і бабинцем. Багато церков цього типу були на Правобережжі: Київщині (Фастів, Брусилів, Болячів), Поділлі (Дашівка, Пилява), Поліссі (Білка, Димер, Залісся, Сінгури).
Найбільш поширеним типом церков др. пол. 17 ст. та пер. пол. 18 ст. були тризрубні церкви, з восьмигранним центром, шестигранним вівтарем та бабинцем. Цей період розвитку церковної архітектури характерний розвитком верхів центрального зрубу в висоту. Церква в Сосниці мала довжину, що дорівнювали висоті центрального зрубу.
До церков цього типу відносяться: Вознесенська церква в Сосниці (1705), Введенська церква в Бериславі (1726), Юрія в Лозовому, Різдва Богородиці в Воронькові (1736), Вознесенська в Деріївці (1749), Різдва Богородиці в Грем'ячі (1747), Михайла в Коровинцях (1752), Покровська в Зінькові (1759), Юрія в Лебедині (1765), Трійці в Левченках (1768), Михайла в Жадовому (1769), Різдва Богородиці в Шалівці (1772), Юрія в Великому Усті (1772), Михайла в Бабайковому (1773), Юрія в Петриківці (1775), Миколи в Вериміївці (1775), Введення в Введинці (1777), Покрови в Кролевці (1779), Миколи в Красній Луці (1783), Миколи в Солоницівці (1789), Покрови в Малих Будках (1791), Воздвиження в Коропі (1797).
Юрія в Лебедині, Михайла в Левківці, Миколи в Солоницівці, Введенська в Введенці — на Слобожанщині, Троїцька в Пустовійтівці, Миколи в Вериміївці, Покрови в Малих Будках, Михайла в Коровинцях, Троїцька в Левчинках, Різдва Богородиці в Шилівці, Різдва Богородиці в Вороньках, Миколи в Красній Луці, Катерини в Хоружівці, Покрови в Зінькові — на Полтавщині. Михайла в Старій Жадовій, Воздвиженська в Коропі, Різдва Богородиці в Грем'ячі, Вознесенська в Сосниці (на В'юнищах), Миколи в Печенюгах — на Чернігівщині. Вознесенська в Деріївці (одноверха), Миколи в Бабайковому, Юрія в Петриківці, Введенська в Бериславі — на Запорожжі. Миколаївці, Борисоглібська в Новому Ропську, Москалівці — триверхі та одноверхі Юрія в Великому Усті (Черн.), церква Миколи (1773 р.) в Будках, Юрія в Лозовому (Полт.), Покрови в Кролевці (Черн.). Цей тип дерев'яних церков відтворений в мурованих трибанних: Покровський собор та церква Миколи в Харкові, собор Хорошівського монастиря та в однобанній церкві Покрови у с. Вільшани.
Інший тип тризрубних церков Лівобережжя був представлений типовою церквою Покрови в Седневі на Чернигівщині. Центральна частина церкви такого типу представляла чотирикутник, вівтар був шестигранний, бабинець мав форму видовженого прямокутника. Церкви такого типу були: Трійці (Степанівка, 1732 р.), Миколи в скиту Крупицького монастиря (1746 р.), Миколи в Синявці (1748 р.), Воскресенська в Зінькові (1750 р.), Вознесенська (Васильківці, 1754 р.), церква в Бобруйках (1757 р.), Вознесенська в Путивлі
До поширеного типу церков на Лівобережжі відносяться тризрубні церкви, план яких складався з трьох прямокутників. До такого типу церков відносяться одноверхі церкви в Чернещині, Москалівці, Варвари в Новгород-Сіверському, Лискогонах, Морівську, Водяному, Безгиновому, Карпилівці, Запосіллі та триверхі в Калинівці, Смоляновій, Ізбицькому, Михайлівська в Білопіллі, Гринцевому, Старих Кодаках, Чуровичах (Брянс. обл).

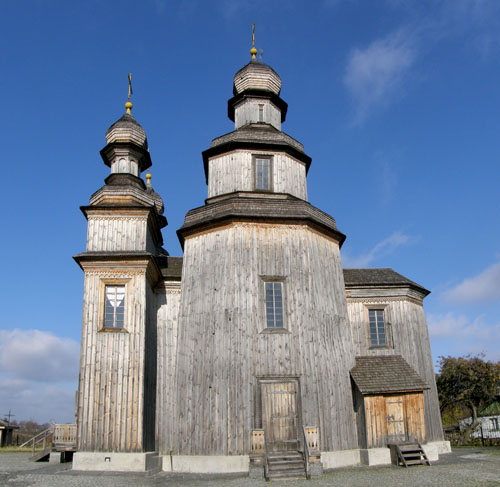
Георгіївська церква у Седневі (бабинець повністю перебудований)

## П'ятизрубні церкви
Мироносницька церква в Лебедині мала також хрещате п'ятизрубне заложення. Центральна її частина була у формі прямокутника, витягнутого з півночі на південь, а бабинець, вівтар та бічні притвори були шестигранні. Такий самий план мали Успенська церкви в Шатрищах (1720 р.), Спаса в (Переяславі (1765 р.), Миколи в Лебедині (1732), а також варіант цього типу — церква Миколи в c. Новий Ропськ. Цей тип церкви представлений на Лівобережжі малою кількістю пам'яток.
Церква Миколи в Лебедині була п'ятизрубною, одноверхою. Центральна значно вища та більша частина була у формі квадрата, а бічні рукави у формі вужчих та коротших за центр шестигранників. Стіни усіх зрубів мали нахил до середини.
Церкви хрещатого заложення південної Слобожанщини представлені типом п'ятизрубних, хрещатих церков. План яких складається з центрального восьмигранника, до якого з чотирьох сторін приєднані менші шестигранники. Для цього типу церков характерний дуже високий верх (верхи), який складався з декількох восьмериків та декількох заломів. Церкви цього типу розташовані навколо м. Лиман і побудовані в кін. 18 ст.
Церкви такого типу могли бути: одноверхі — Михайлівська (Верхній Бишкин, Харк. обл., 1772 р.), Успенська (Воронівка, Дніпропетр. обл., 1797 р.), Миколи (Оскіл, Харк. обл. 1799 р.), Різдва Богородиці (Оскіл, Харк. обл. 1799 р.), Воздвиженська (Лиман, Харк. обл., 1805 р.)
триверхі — Трійці (Черкаський Бишкин, Харк. обл., 1751 р.), Церква Різдва (Берека, Харк. обл., 1787 р)
п'ятиверхі — Введенська (Скороходове, Полт. обл. (1761), Покровська (Олешня, Сум. обл., 1771 р.), Михайлівська (Осинове, Луган. обл., 1789 р.)
П'ятизрубний тип триконхових церков представлений кількома пам'ятками. Типовою для цього мало представленого типу була Вознесенська церква в Березній, Чернігівської обл., збудована в 1759 р. майстром з Ніжина П. Шолудком (знищена більшовиками в 1929-30 рр.), церква в Мені, Чернігівської обл., Успенський собор в Переяславі, церква Миколи в Нових Млинах, Чернігівської обл., мурована церква Миколи в Ніжині. До бабинця Вознесенської церкви в Березні були спереду прибудовані два слупи; в південному слупі йшли сходи на хори. Такі самі слупи мала Покровська церква в Березні (1692 р.). Такі слупи були відомі в мурованих церквах княжої доби (Чернігівський Спас, Київська Софія, собор київського Михайлівського монастиря, Спас на Берестові, церква Василя в Овручі). Цю традицію продовжують пізніше — церква Михайла в Білостоці (1636 р.), собор Троїцького монастиря в Чернігові (1679 р.), церква Миколи на Печерську (1690-93 рр.), Богоявленський собор Братського монастиря в Києві (1695 р.),

## П'ятиверхі соборні церкви
Інший тип представляє церква п'ятиверха церква в Пакулі на Чернігівщині. Церква мала хрещате заложення та складалася з чотирьох шестигранних п'ятиверхих зрубів з центральним найвищим верхом, що не мав власного нижнього зрубу. Церква мала опасання, яке було пізніше знищене. Такий самий план мали церкви: Трійці у Коропі (1716 р.), Миколи в Свіржі (1745), Покрови в Ромнах (1764 кошт. кошового Петра Калнишевського р.), Михайла в Вільшані (1781, Успенська в Золочеві (1781 р.), Покрови (Сміла, 1800 p.) — п'ятиверхі.
Покрови в Антонівці (1765 р.), Різдва в Шептаках (1774 р.), Михайла в Адамівці — одноверхі.
Тип п'ятиверхих церков, без центрального зрубу застосовувався в 17-18 ст. для будови соборних церков. Дерев'яні церкви цього типу мали також відповідники в мурованій архітектурі. До мурованих церков такого типу належали: Троїцький собор в Густинському монастирі, собор в Ізюмі, собор в Новгороді-Сіверському, церква в Лютеньці, Катерини в Чернігові, Спаса в Прилуках (1716), Спаса в Сорочинцях (1732 р.),

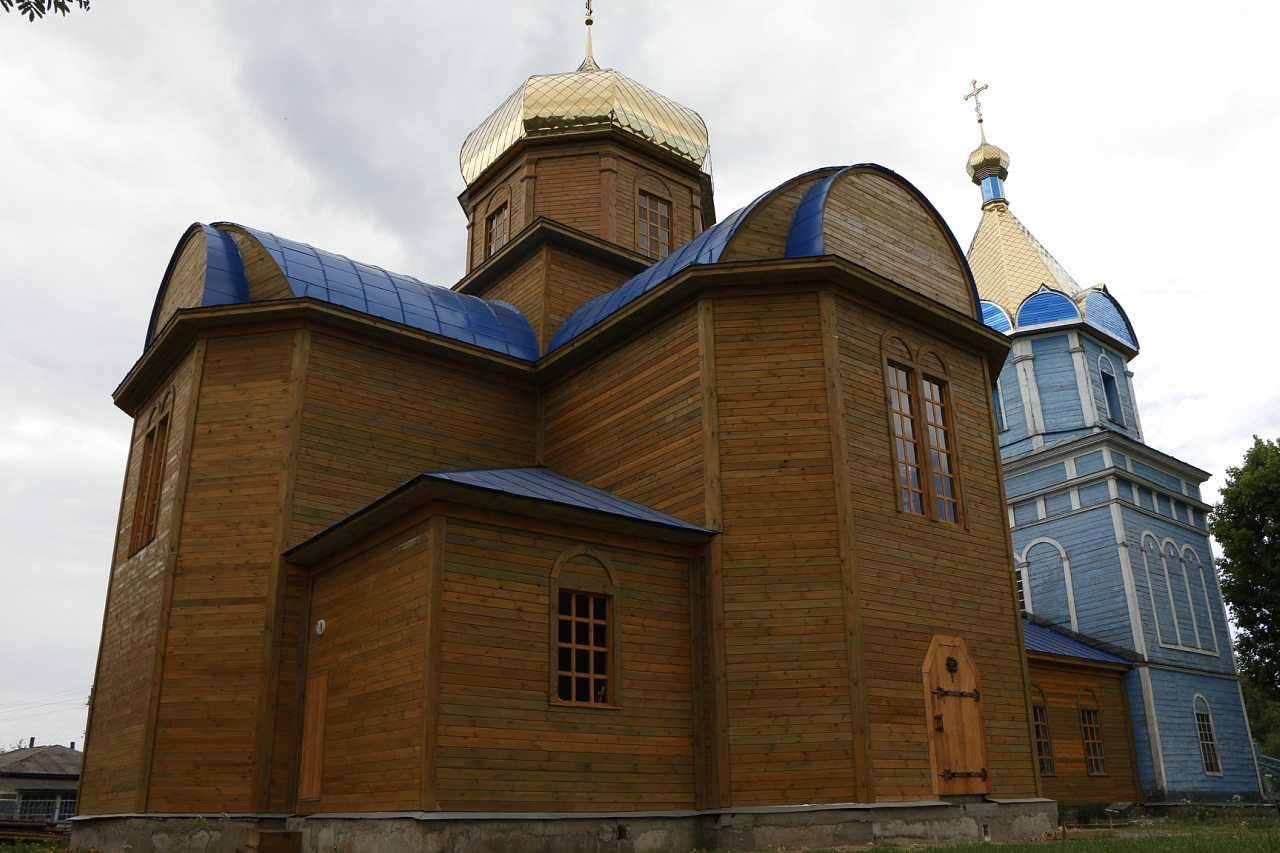
Покровська церква (м. Сосниця)
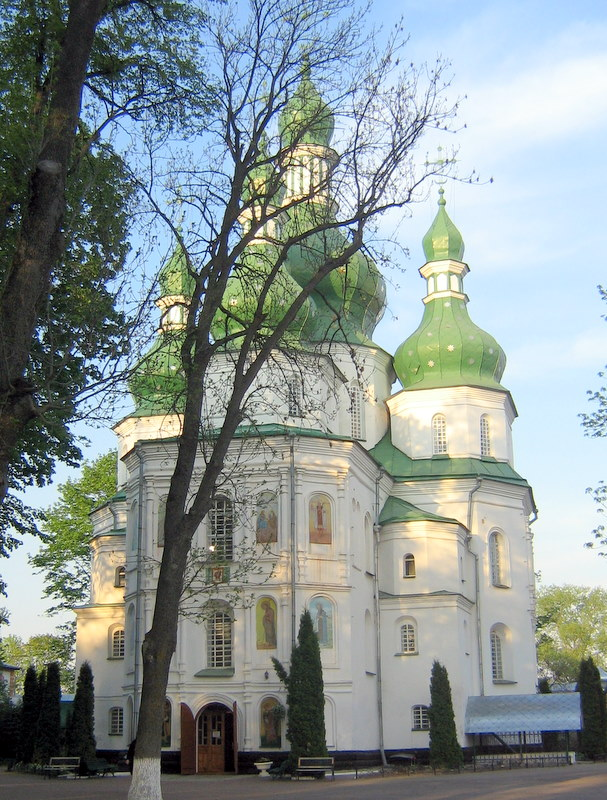
Троїцький собор Густинського монастиря (мур.)
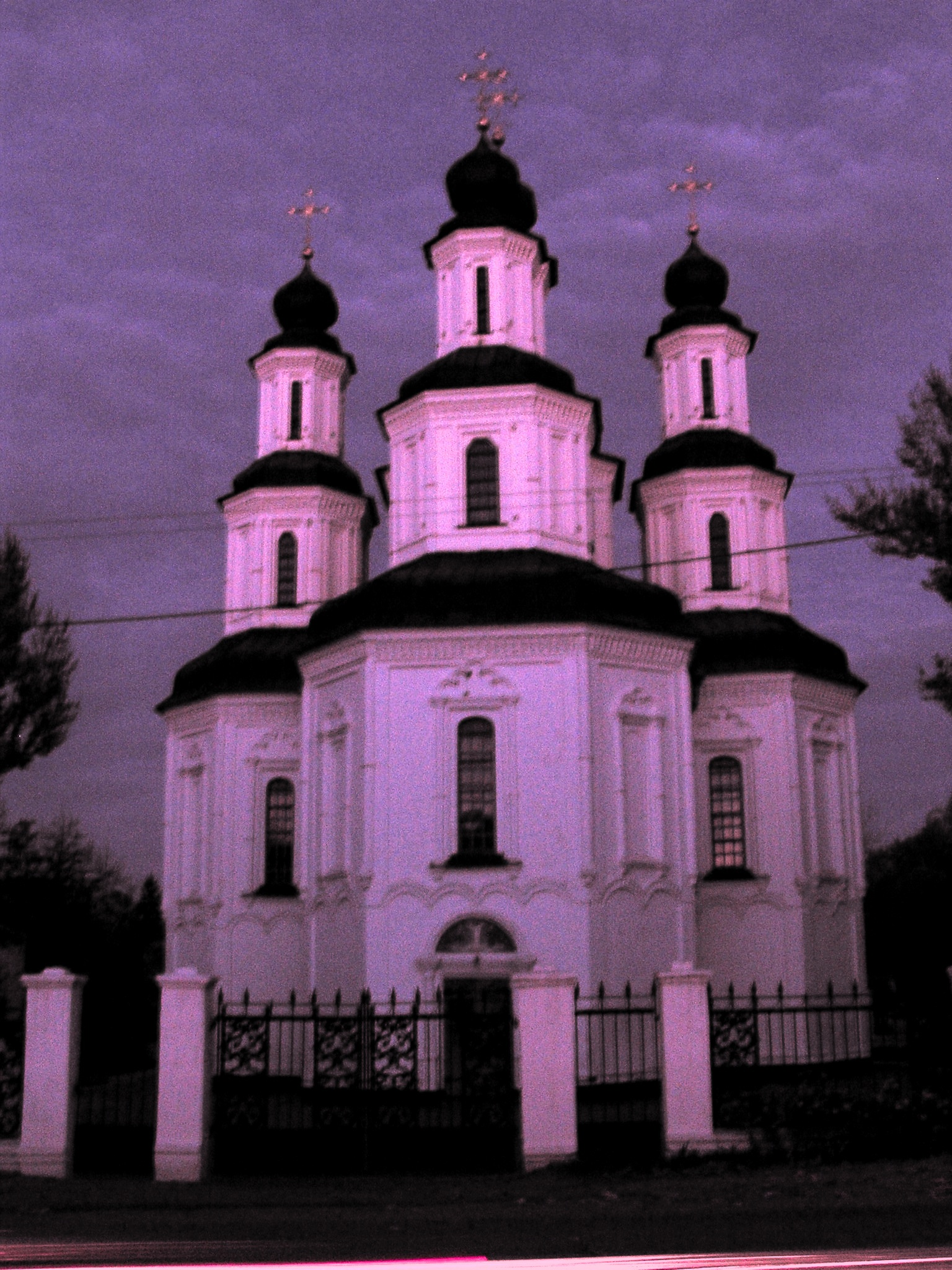
Спаський собор (м. Ізюм), (мур.)
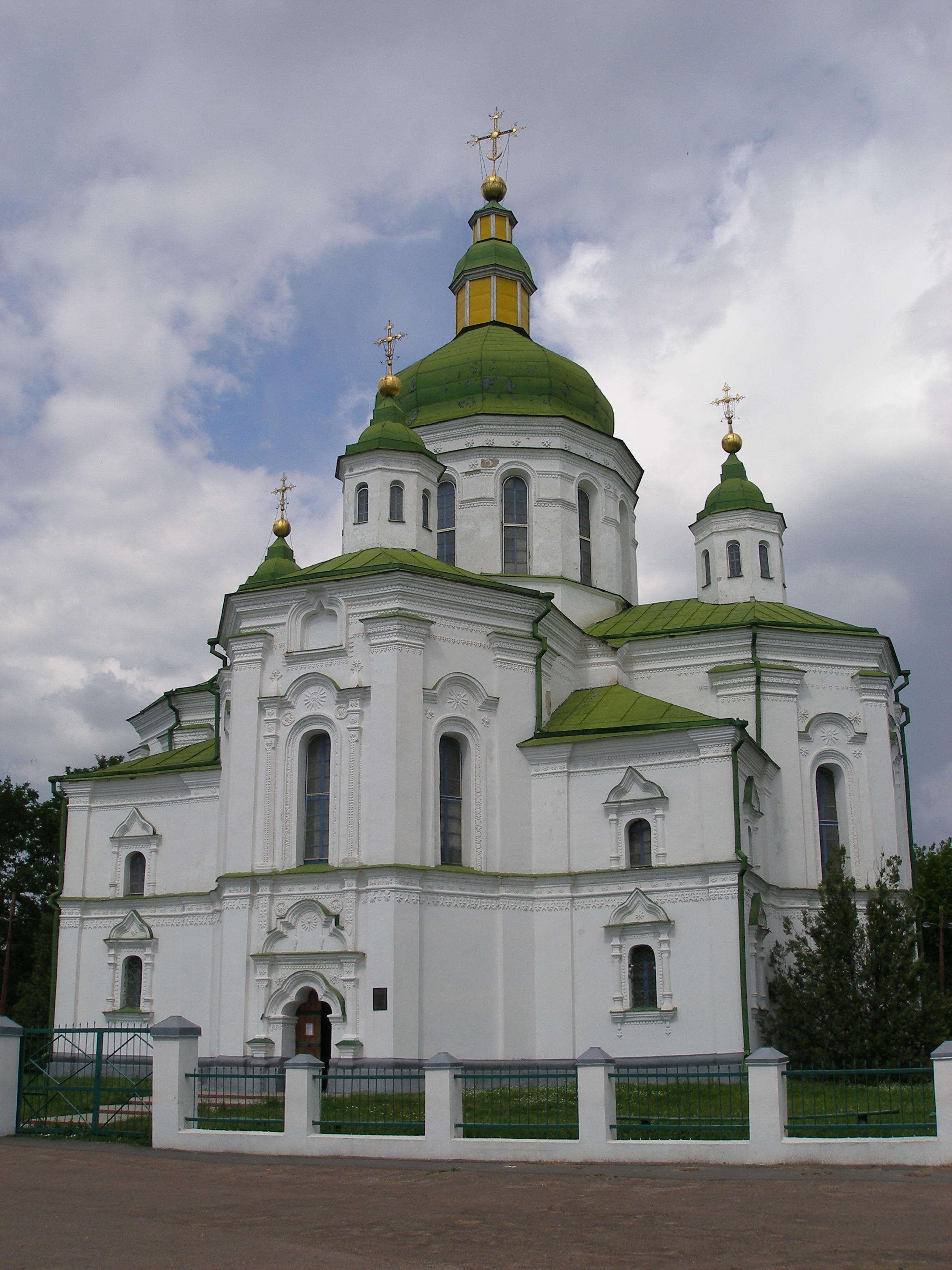
Церква Спаса  (Великі Сорочинці, (кошт. полк. Павла Апостола), (мур.)

## Галерея

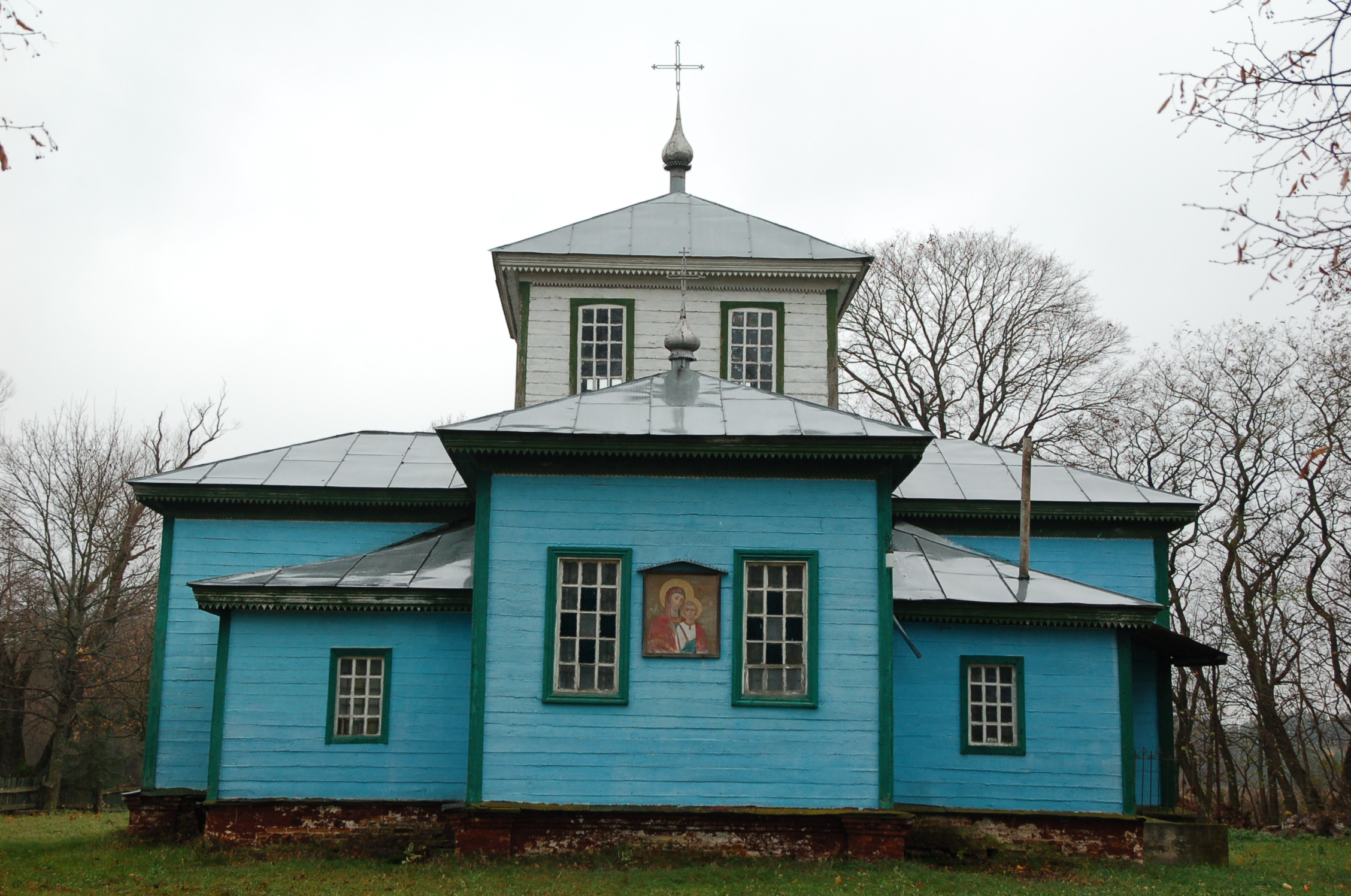
Церква в с. Турівка, Корюківського р-ну, Чернігівської обл.